# 西川伸一
西川 伸一（にしかわ しんいち、1961年11月16日 - ）は、日本の政治学者。明治大学政治経済学部教授。専門は、国家論、現代官僚制分析。日本学術会議連携会員。社会主義理論学会共同代表。

## 略歴
- 1961年 新潟県高田市（現･上越市）生まれ
- 1980年 神奈川県立厚木高等学校卒業
- 1984年 明治大学政治経済学部政治学科卒業
- 1986年 同大学大学院政治経済学研究科博士前期課程修了
- 1990年 同大学大学院政治経済学研究科博士後期課程退学（4年間在学）
- 1990年 明治大学政治経済学部専任助手
- 1993年 同専任講師
- 2000年 同助教授
- 2005年 同教授
- 2011年 日本学術会議連携会員、「裁判官幹部人事の研究 「経歴的資源」を手がかりとして」 により博士（政治学）を取得（明治大学）[1]
- 2014年 日本学術会議会員
- 2020年 日本学術会議連携会員

## 著書

### 単著
- 『立法の中枢 知られざる官庁・内閣法制局』（五月書房、2000年）
- 『官僚技官 霞が関の隠れたパワー』（五月書房、2002年）
- 『立法の中枢 知られざる官庁・新内閣法制局』（五月書房、2002年）
- 『この国の政治を変える 会計検査院の潜在力』（五月書房、2003年）
- 『日本司法の逆説 最高裁事務総局の「裁判しない裁判官」たち』（五月書房、2005年）
- 『楽々政治学のススメ 小難しいばかりが政治学じゃない! 』（五月書房、2007年）
- 『オーウェル「動物農場」の政治学 』（ロゴス、2010年）
- 『裁判官幹部人事の研究 「経歴的資源」を手がかりとして』（五月書房、2010年）
- 『最高裁裁判官国民審査の実証的研究 「もうひとつの参政権」の復権をめざして』（五月書房、2012年）
- 『これでわかった！内閣法制局 法の番人か？権力の侍女か？』（五月書房、2013年）
- 『城山三郎「官僚たちの夏」の政治学―官僚制と政治のしくみ―』（ロゴス、2015年）
- 『覚せい剤取締法の政治学 覚せい剤が合法的だった時代があった』（ロゴス、2018年）
- 『政衰記2011-2018 「政治時評」7年間の記録』（五月書房新社、2018年）
- 『増補改訂版 裁判官幹部人事の研究 「経歴的資源」を手がかりにして』（五月書房新社、2020年）
- 『「保守」政治がなぜ長く続くのか？プラス映画評』（ロゴス、2023年）
- 『ある軍法務官の生涯　堀木常助陸軍法務官の秋霜烈日記・伊勢、旭川、善通寺、そして満州』（風媒社、2023年）
- 『最高裁長官 石田和外　日本的司法を定礎した天皇主義者』（岩波書店、2025年）

### 翻訳
- デイヴィッド・S・ロー『日本の最高裁を解剖する アメリカの研究者からみた日本の司法』（現代人文社、2013年）